# 73
Cette page concerne l'année 73  du calendrier julien. Pour l'année 73 av. J.-C., voir 73 av. J.-C. Pour le nombre 73, voir 73 (nombre).
L'année 73 est une année commune qui commence un vendredi.

## Événements

### Asie
- Début de la guerre des Han contre les Xiongnu (fin en 91). Les généraux Dou Gu (Teou Kou) et Geng Bing (Keng Ping) dirigent une expédition en Mongolie contre les Xiongnu du Nord qui se dérobent par la fuite. Une colonie militaire est établie dans l’oasis de Hami dans le désert de Gobi oriental pour couper la route aux Xiongnu[1].
- Le roi de Koutcha s’empare de Kachgar avec l’appui des Xiongnu. Le général Ban Chao, en compétition avec les derniers, impose le protectorat chinois aux rois du Lob Nor et de Khotan dans le bassin du Tarim afin de contrôler la route de la soie (73-94)[1].

### Monde romain
- Mars : début de la Censure de Vespasien et Titus (fin en octobre 74)[2]. Ils s’en servent pour purger le Sénat des opposants, mais aussi pour l’ouvrir à de nouveaux membres, provinciaux ou italiques.

- 2 mai[3] : les Romains, dirigés par Lucius Flavius Silva conquièrent Massada, le dernier bastion juif. À leur arrivée dans la place forte, les hommes de la Legio X Fretensis découvrent tous ses défenseurs morts, 960 personnes, avec femmes et enfants. Ces derniers s'étaient suicidés collectivement, pour éviter de tomber aux mains des Romains (ou en 72)[4].

- Vespasien réorganise les provinces d'Achaïe, Rhodes, Lycie, Commagène, une partie de la Cilicie et de la Thrace[5].
- Vespasien concède le droit latin à tous les municipes espagnols et favorise la promotion des élites coloniales[6].
- Les philosophes stoïciens et cyniques sont exclus de Rome à l'exception de Musonius[7].

## Décès en 73
- Lucius Caesennius Paetus, homme politique et général de l'Empire romain